# Heat (filme de 1995)
Heat (bra: Fogo contra Fogo; prt: Heat - Cidade sob Pressão) é um filme estadunidense de 1995 do gênero ação dirigido por Michael Mann e estrelado por Al Pacino e Robert De Niro.

## Elenco
- Al Pacino (Vincent Hanna)
- Robert De Niro (Neil McCauley)
- Val Kilmer (Chris Shiherlis)
- Jon Voight (Nate)
- Tom Sizemore (Michael Cheritto)
- Diane Venora (Justine Hanna)
- Amy Brenneman (Eady)
- Ashley Judd (Charlene Shiherlis)
- Mykelti Williamson (Sargento Drucker)
- Wes Studi (Detective Casals)
- Ted Levine (Bosko)
- Dennis Haysbert (Breedan)
- William Fichtner (Roger Van Sant)
- Natalie Portman (Lauren)
- Tom Noonan (Kelso)
- Hank Azaria (Alan Marciano)
- Kevin Gage (Waingro)
- Danny Trejo (Trejo)
- Tone Loc (Richard Torena)